# The Lone Fisherman
The Lone Fisherman je americký němý komediální film z roku 1896, produkovaný Edison Manufacturing Company. Film se natáčel ve Fanwoodu v New Jersey. Scénář napsal Edward E. Rice.
Natáčení probíhalo pravděpodobně v září 1896. Jména herců nejsou známa.

## Děj
Rybář, který v klidu sedí na prkně, které je kamenem připevněné na mostu, se něčeho napije a užívá si lovení ryb. Vtom přijde vtipálek, který kámen odsune, čímž rybář spadne do vody. Šprýmu si všimne muž a žena, kteří zastaví svůj vůz na mostě, aby se mohli rybáři vysmát. Vtipálek smíchy taktéž padá do vody.